# Provinsen Oberschlesien
Provinsen Oberschlesien var en provins i Fristaten Preussen. Den skapades ur regeringsområdet Oppeln vid provinsen Schlesiens delning 1919. Provinshuvudstad var Oppeln och efter 1941 Kattowitz.
Efter Tysklands nederlag i andra världskriget 1945 hamnade området öster om Oder-Neisse-linjen och tillföll Polen.

## Historia
Enligt Versaillesfreden 1919 skulle invånarna i tyska Övre Schlesien (med undantag av ett mindre område kring Hultschin med 50 000 innevånare som tillföll Tjeckoslovakien) genom folkomröstning få visa, om de önskade tillhöra Tyskland eller Polen. Enligt 1910 års statistik var 53 procent av befolkningen polsktalande. Skillnaderna mellan nationaliteterna var dock tydligt socialt framträdande, i det att polackerna ofta var småbrukare, lantbrukare och industriarbetare, medan tyskarna ofta tillhörde de högre samhällsskikten och till stor del var stadsbor.
Från polsk sida sökte man skapa fait accompli genom att ockupera landet, och två polska uppror utbröt under ledning av Wojciech Korfanty i augusti 1919 och augusti 1920. Vid omröstningen avgavs 59,6 procent av rösterna för Tyskland och 40,4 procent för Polen. Tyskland krävde, att hela Övre Schlesien skulle förbli tyskt, men Polen begärde dess delning; för att ge eftertryck åt sista krav organiserade Korfanty en tredje polsk resning. Blodiga polsk-tyska strider rasade, och landet besattes av allierade trupper. England stödde den tyska, Frankrike den polska ståndpunkten. Frågan hänsköts till Nationernas förbund, som lät den utredas av en kommission, vars förslag godtogs av förbundsrådet och den 20 oktober 1921 av ambassadörkonferensen. Beslutet innebar en kompromiss mellan de engelska och franska ståndpunkterna.
Övre Schlesien kom att delas, men delningslinjen avvek från den av Polen begärda s.k. Korfanly-linjen. Tyskland behöll den nordvästra och större delen (9 713 km2, c:a 1,3 miljoner invånare) med Oppeln som huvudort, och Polen fick resten (3 210 km2, 900 000 invånare), som nu ingick i Schlesiens vojvodskap med huvudstaden Katowice. Beslutet var gynnsamt för Polen, som erhöll en stor del av det viktiga gruvområdet.
Delningslinjen följde främst lantkommunernas röstning, och blandkommunerna tillföll Polen. Den polska delen kom att bestå av ungefär 30 procent av arealen och ungefär 42 procent av befolkningen. Det polska området kom dock att omfatta fyra femtedelar av det egentliga industriområdet med alla kol-, bly- och zinkfyndigheter samt större delen av järnverken. Inom det polska området hade 45 procent av rösterna avgetts för Tyskland, i det tyska området 33 procent för Polen. Städerna Kattowitz, Tarnowitz och Königshütte med huvudsakligen tysk majoritet tillföll Polen. För att mildra de ekonomiska konsekvenserna för Tyskland fastställdes ett övergångsavtal som gav Tyskland rätt till tullfri import av gruvprodukter från det polska området. I juli 1922 trädde delningsöverenskommelsen i kraft.
I maj 1922 slöt Tyskland och Polen ett fördrag rörande de nationella minoriteternas behandling och rättigheter för 15 år framåt. När dess giltighet upphörde 1937 var relationerna mellan Tyskland och Polen fortfarande goda; den speciella överenskommelsen rörande Oberschlesiens minoriteter förnyades ej, utan man undertecknade i stället i november 1937 en allmän deklaration, som gällde hela Tyskland, respektive Polen. Denna deklaration var dock rent principiell och måste kompletteras med en detalj överenskommelse. Från tysk sida föreslogs underhandlingar härom, men Polen gick med härpå först i januari 1939. När de inleddes, var relationerna mellan Tyskland och Polen på väg att snabbt försämras, och underhandlingarna avbröts utan resultat i februari samma år.
I september 1939 invaderade Nazityskland Polen och införlivade Övre Schlesien med Tyskland.
Efter Nazitysklands nederlag i andra världskriget 1945 fördrevs den tyska befolkningen och hela området övertogs av Polen som idag består i dag av Schlesiens vojvodskap och Opole vojvodskap i Polen.

## Överpresidenter
- 1919–1922: Joseph Bitta
- 1923–1929: Alfons Proske
- 1929–1933: Hans Lukaschek
- 1933–1934: Helmuth Brückner
- 1935–1938: Josef Wagner
- 1938–1941: Provinsen Schlesien
- 1941–1945: Fritz Bracht